# Epictia columbi
Epictia columbi — вид змій родини струнких сліпунів (Leptotyphlopidae). Ендемік Багамських Островів. Вид названий на честь мореплавця Христофора Колумба.

## Поширення і екологія
Epictia columbi є ендеміками острова Сан-Сальвадор. Вони живуть в сухих тропічних лісах і чагарникових заростях. Живляться термітами. Відкладають яйця.